# スコット (ミサイル駆逐艦)
スコット (USS Scott, DDG-995) は、アメリカ海軍のミサイル駆逐艦。キッド級ミサイル駆逐艦の3番艦。艦名は太平洋戦争での第三次ソロモン海戦において軽巡洋艦「アトランタ」に乗艦し戦死したノーマン・スコット少将に因む。

## 艦歴
当初はイラン王国によってナーディル (Nader：ナーディル・シャー) の艦名で発注されたが、1979年のイラン革命でキャンセルとなった。
その後強力な空気浄化機能、フィルターによる防砂機能、生物化学兵器戦への対応能力を持つ本艦はアメリカ海軍によってペルシャ湾と地中海での作戦行動に適任と認められ、採用されることとなった。
スコットは1998年に退役した。

## その後
退役後スコットは2004年に同級3隻と共に台湾に売却された。アメリカ海軍時代のスコットはキッド級ミサイル駆逐艦の三番艦であったため、当初の予定では新ミサイル駆逐艦の三番艦として紀徳 Chi Tehと名付けられる予定であった。しかしながらその状態がキッドよりも良好であったため、台湾海軍では基隆級ミサイル駆逐艦の一番艦とされ、基隆(Kee Lung, DDG-1801)と命名された。
アメリカで2年間の改修及び訓練が行われた後、基隆は2005年12月17日に台湾北部の基隆海軍基地で就役した。